# Alturas do Barroso e Cerdedo
Alturas do Barroso e Cerdedo es una freguesia portuguesa del municipio de Boticas, distrito de Vila Real.

## Historia
Fue creada el 28 de enero de 2013 en aplicación de una resolución de la Asamblea de la República de Portugal promulgada el 16 de enero de 2013 con la unión de las freguesias de Alturas do Barroso y Cerdedo, pasando su sede a estar situada en la antigua freguesia de Alturas do Barroso.

## Demografía
| Gráfica de evolución demográfica de Alturas do Barroso e Cerdedo entre 2011 y 2021 |
|                                                                                    |
| Datos según el nomenclátor publicado por el INE portugués.                         |